# Фуентідуенья
Фуентідуенья (ісп. Fuentidueña) — муніципалітет в Іспанії, у складі автономної спільноти Кастилія-і-Леон, у провінції Сеговія. Населення — 123 особи (2010).
Муніципалітет розташований на відстані близько 120 км на північ від Мадрида, 55 км на північ від Сеговії.

## Демографія
Динаміка населення (INE ):

## Галерея зображень

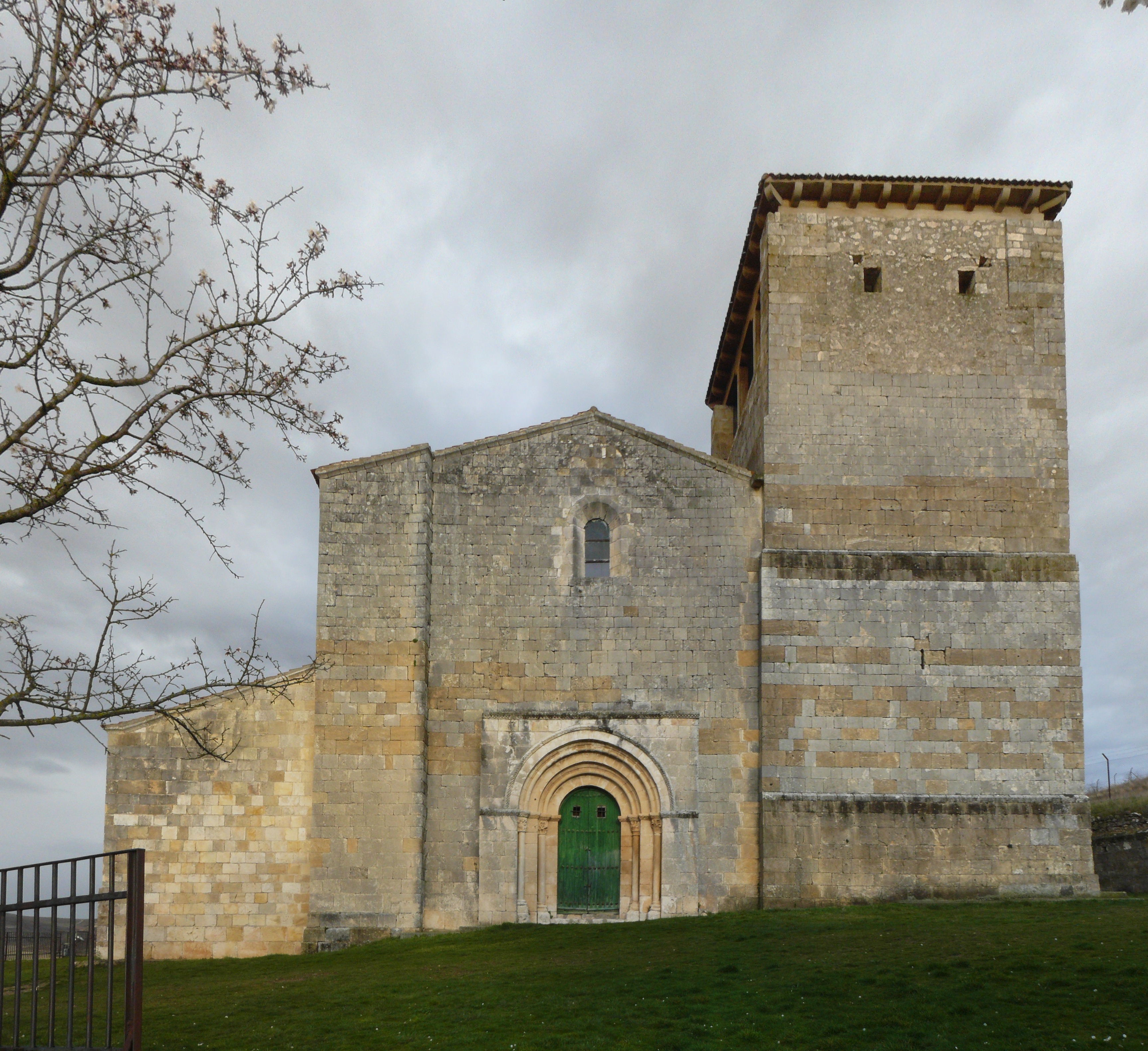
Церква Сан-Мігель
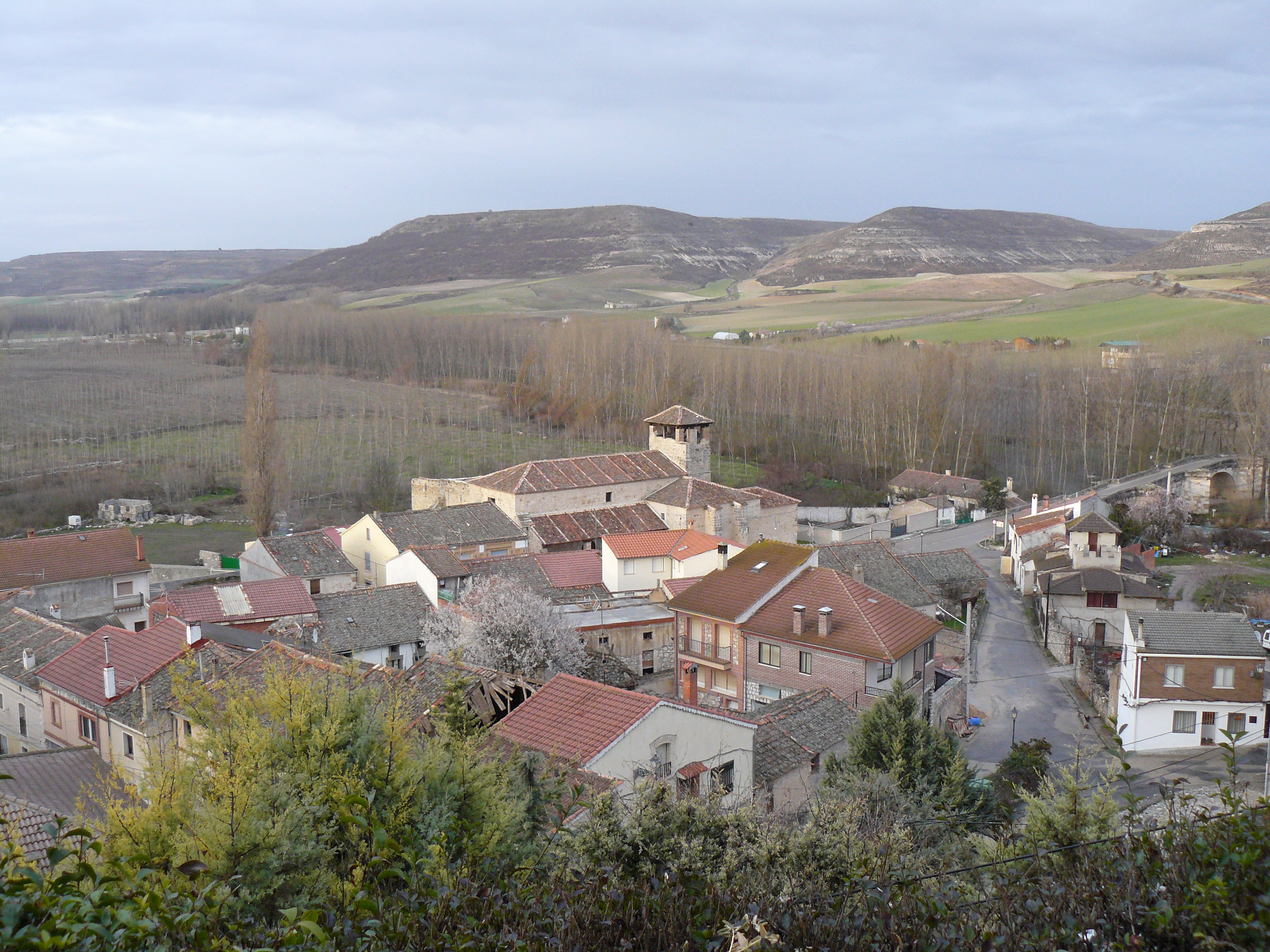
Церква Санта-Марія-ла-Майор
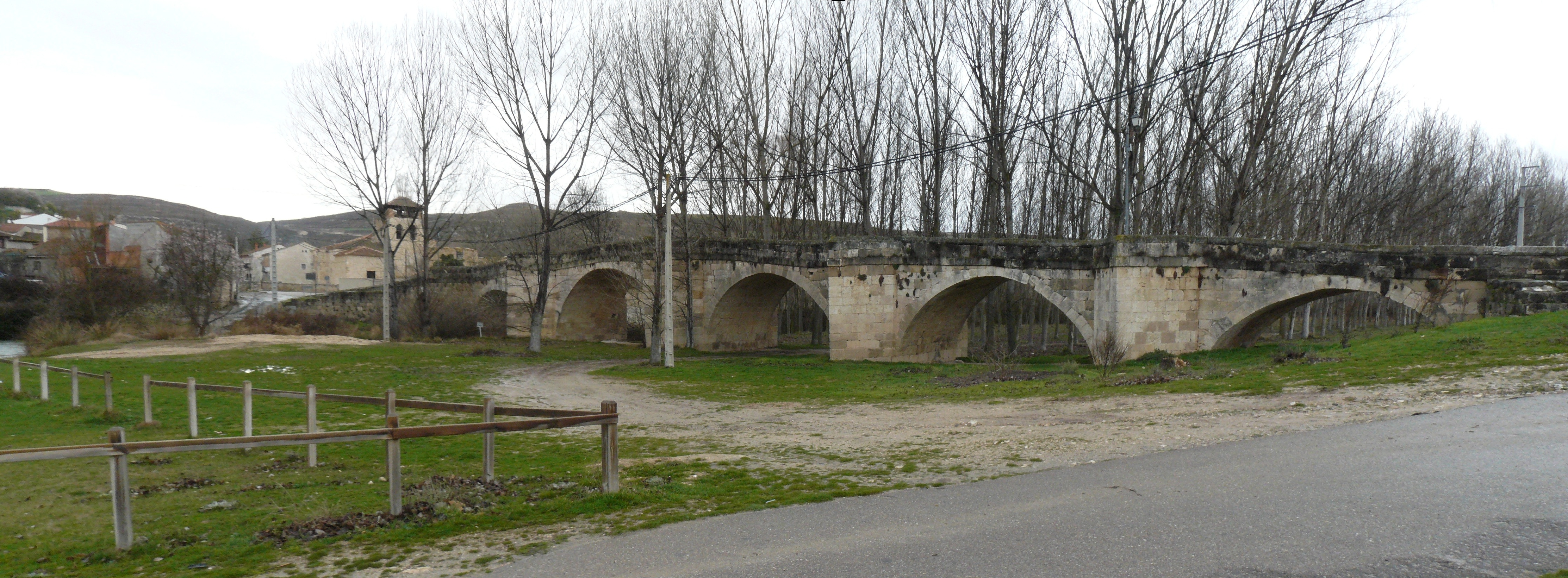
Міст через Дуратон